# Діосіг
Діосіг (рум. Diosig) — село у повіті Біхор в Румунії. Адміністративний центр комуни Діосіг.
Село розташоване на відстані 450 км на північний захід від Бухареста, 26 км на північ від Ораді, 135 км на північний захід від Клуж-Напоки.

## Населення
За даними перепису населення 2002 року у селі проживали 6362 особи.
Національний склад населення села:
| Національність | Кількість осіб | Відсоток |
| -------------- | -------------- | -------- |
| угорці         | 3603           | 56,6%    |
| румуни         | 1888           | 29,7%    |
| цигани         | 864            | 13,6%    |

Рідною мовою назвали:
| Мова      | Кількість осіб | Відсоток |
| --------- | -------------- | -------- |
| угорська  | 3778           | 59,4%    |
| румунська | 1893           | 29,8%    |
| циганська | 682            | 10,7%    |
| німецька  | 5              | 0,1%     |